# Offensive du Fezzan
- Zone contrôlée par l'Armée nationale libyenne
- Zone contrôlée par le Gouvernement d'union nationale
- Zone contrôlée par les milices touboues et les rebelles tchadiens
- Zone contrôlées par les milices touarègues

Deuxième guerre civile libyenne
Batailles
- Benghazi (2014)
- Aéroport de Tripoli (en)
- Benghazi (2014–17)
- Oubari
- Kikla
- Derna (2015–16)
- Zliten
- Croissant pétrolier (janv. 2016)
- Syrte (2016)
- Croissant pétrolier (sept. 2016)
- Croissant pétrolier (2017)
- Birak (2017)
- Derna (2018–19)
- Croissant pétrolier (2018)
- Tripoli (2018)
- Fezzan
- Tripoli (2019–20)
- Syrte (2020)
- Tripolitaine orientale (2020)

L'offensive du Fezzan se déroule lors de la deuxième guerre civile libyenne. Elle débute le 16 janvier 2019 par une offensive de l'Armée nationale libyenne visant à prendre le contrôle du sud-ouest de la Libye.

## Contexte
Le Sud libyen est une zone où les relations intercommunautaires sont tendues,. Des combats ont notamment opposé les Touaregs et le Toubous à Oubari de 2014 à 2015 et les Toubous et les Arabes de la tribu des Oulad Souleymane à Sebha en 2017. De nombreux cas d'enlèvements contre rançon, de vols et de banditisme sont également signalés,. Plusieurs groupes rebelles soudanais, tchadiens ou nigériens sont installés dans le sud de la Libye, en particulier dans la région de Sebha,,. 

## Forces en présence
Environ cinq ou six groupes rebelles tchadiens utilisent le sud de la Libye comme base arrière,. Le plus important est le Conseil de commandement militaire pour le salut de la République (CCMSR), suivi par l'Union des forces de la résistance (UFR), le Front pour l’alternance et la concorde au Tchad (FACT) et l'Union des forces pour la démocratie et le développement (UFDD),. Au total, ces milices tchadiennes rassemblent plusieurs milliers de combattants : leur nombre est estimé entre 2 000 et 3 500 par l'ONU début 2018, entre 4 000 et 11 000 selon Alexandre Bish, chercheur au sein de « Global Initiative », début 2019 et au nombre de 18 000 selon le Gouvernement d'union nationale en 2017. Ces groupes sont proches des Brigades de Misrata, et en particulier de la Troisième Force. En 2017, ils participent notamment à leurs côtés à l'offensive du Croissant pétrolier et à la bataille de Birak. Cependant au printemps 2017, affaiblie par les contre-attaques de l'ANL, la Troisième Force se retire du Fezzan. Les groupes tchadiens se retrouvent alors isolés et certains tentent de composer avec le maréchal Haftar. Le Front pour l’alternance et la concorde au Tchad (FACT) obtient ainsi l'autorisation de demeurer à Al Djoufrah, à condition qu'il s'y tienne tranquille. D'autres formations survivent en s'impliquant dans les réseaux de contrebande. Le Tchad accuse également le Qatar de financer les rebelles tchadiens.
Les rebelles soudanais sont réunis au sein du Rassemblement des forces pour la libération du Soudan, né en juin 2017 et dirigé par Taher Abou Bakr Hajar. Cette alliance compte trois groupes armés du Darfour : le Mouvement pour la justice et l'égalité (MJE) et les deux factions de l'Armée de libération du Soudan (ALS) dirigées l'une par Abdul Wahid al-Nour et l'autre par Minni Minnawi. Les rebelles soudanais, soutenus par ailleurs par le Tchad, servent comme mercenaires dans les forces de Haftar,. Le Rassemblement des forces pour la libération du Soudan dispose d'une base militaire à Koufra, qui compte 2 000 combattants armés.
Dans le sud-ouest, les territoires touaregs sont contrôlés par le Conseil suprême des Touaregs de Libye, dirigé par Moulay Ag Didi. Les Touaregs ont la main sur plusieurs puits de pétrole et de 2014 à 2015, ils se sont violemment affrontés avec les Toubous dans la région d'Oubari, jusqu'à la conclusion d'un accord de paix signé avec la médiation du Qatar. Depuis 2016, le Conseil suprême des Touaregs soutient le Gouvernement d'union nationale de Fayez el-Sarraj.
L'Armée nationale libyenne (ANL) du maréchal Khalifa Haftar dispose d'une présence limitée dans le Fezzan. Elle obtient cependant le renfort de la brigade Khalid Ibn Walid, dirigée par un Toubou salafiste.

## Prélude
En février 2018, de nouveaux combats éclatent à Sebha entre la tribu arabe des Oulad Souleymane et les Toubous, les premiers étant proches du gouvernement d’union nationale dirigé par Fayez el-Sarraj et les seconds de Khalifa Haftar,,, (par la suite cependant, une grande partie de la tribu des Oulad Souleymane ralliera Haftar).
Fin mai 2018, la Libye, le Tchad, le Niger et le Soudan signent un accord de coopération sécuritaire, qui autorise notamment un « droit de poursuite ».
Le 13 octobre 2018, l'aviation de l'Armée nationale libyenne bombarde un groupe rebelle tchadien dans le Fezzan, près de l'oasis de Tmessa, tuant le chef rebelle Mohamed Kheir,. Des combats sporadiques ont ensuite lieu près de l'oasis de Tmessa. Le 16 octobre, Khalifa Haftar se rend à N'Djaména rencontrer le président tchadien Idriss Déby,. Les deux hommes se mettent d' accord sur la nécessité d'une opération dans le Sud libyen, qui permettrait à Idriss Déby de neutraliser les groupes rebelles tchadiens et à Haftar, déjà maître de l'Est du pays, de poursuivre sa conquête du pays,. 
Israël aurait également répondu favorablement à la demande du président tchadien Idriss Deby, formulée en novembre 2018 lors de la visite officielle de Benyamin Netanyahou, d'une aide pour sécuriser la frontière du nord du Tchad avec la Libye.

## Déroulement
Le 16 janvier 2019, l'Armée nationale libyenne (ANL) annonce le lancement de son offensive,,. L'opération se fait alors en coordination avec le gouvernement tchadien et avec le soutien de la France, mais elle est vue avec inquiétude par l'Algérie,. Les États-Unis ne réagissent pas. L'offensive est lancée depuis la base aérienne militaire de Tamenhant, à une trentaine de kilomètres au nord de Sebha, la plus importante ville du sud de la Libye. Des unités de l'ANL avaient cependant déjà pris position autour de Sebha au cours des jours précédents. L'objectif affiché de l'ANL est d'« assurer la sécurité des habitants du sud-ouest face aux terroristes, que ce soit de Daech ou Al-Qaïda, ainsi que les bandes criminelles ». Elle affirme également vouloir sécuriser les sites pétroliers ainsi que les routes reliant le Sud au Nord et lutter contre l'immigration clandestine. Dans un communiqué, elle appelle les milices locales à évacuer les sites militaires qu'elles occupent.
En janvier, l'ANL pénètre sans grande difficulté la ville de Sebha,,, annonçant la prise de cette dernière le 19 janvier. Le contrôle des dernières parties de la ville n'intervient toutefois que le 24.
Le 27 janvier, l'ANL revendique la prise de la région de Ghadduwah, à 80 kilomètres au sud de Sebha,. Le 1er février à l'aube, les rebelles tchadiens lancent une attaque à Ghadduwah. Au moins trois hommes de l'ANL, sont tués, dont deux officiers.
Les forces de Haftar encerclent également la ville de Mourzouq, tenue par les Toubous. L'opération est mal vécue par les populations touboues qui vivent dans la région : l'Assemblée nationale des Toubous condamne l'offensive et les députés libyens toubous suspendent leur participation aux travaux de la Chambre des représentants de Tobrouk. L'Assemblée nationale des Toubous condamne également l'opération et exige des explications sur les déclarations du porte-parole de l'ANL, qui accuse la tribu de « collusion avec des forces étrangères ». Auparavant alliés d'Haftar, les Toubous apparaissent désormais divisés.
Le 18 janvier 2019, l'Armée nationale libyenne annonce avoir tué Abou Talha al-Libi, un important chef d'Al-Qaïda au Maghreb islamique,. Abou Talha al-Libi aurait été tué avec deux autres djihadistes — le Libyen el-Mehdi Dengo et l'Égyptien Abdallah Desouki — au cours d'un assaut contre deux maisons dans la région d'al-Qarda al-Chatti, à environ 60 kilomètres au nord-est de la ville de Sebha,. 
Le 3 février, 121 rebelles toubous nigériens du Mouvement pour la justice et la réhabilitation du Niger (MJRN), menés par Mahamat Tinaymi, quittent la Libye et se rendent à l'armée nigérienne à Madama. Une cérémonie de désarmement a lieu à Dirkou le 11 février.
Basés au sud de Mourzouq, les rebelles tchadiens de l'UFR préfèrent également quitter le sud de la Libye plutôt que de combattre les troupes d'Haftar,. Ils pénètrent en territoire tchadien mais, entre le 3 et 6 février, leur colonne est prise pour cible par l'aviation française dans le désert de l'Ennedi. Une vingtaine de leurs véhicules sont détruits et entre 100 et 250 combattants se rendent aux forces gouvernementales tchadiennes,.
Le 6 février, l'ANL annonce s'être emparée près d'Oubari du champ pétrolier d'al-Sharara, le plus grand du pays, produisant à lui seul un tiers de la production libyenne, fermé depuis le 10 décembre et auparavant contrôlé par des miliciens touaregs,,. Cette prise intervient alors que, seulement quelques heures auparavant, le Gouvernement d'entente nationale avait annoncé l'envoi de Gardes des installations pétrolières à al-Sharara. Les Touaregs sont alors divisés et plusieurs de leurs bataillons rejoignent l'ANL,.
Le Gouvernement d'union nationale (GNA) reste plusieurs semaines sans réagir. Les forces de l'ANL sont plutôt bien accueillies par les populations et selon Le Monde « la plupart des observateurs s’accordent à imputer les récentes avancées de Haftar dans la région stratégique de Sebha au désenchantement général des habitants vis-à-vis des autorités centrales de Tripoli ». Le 6 février, le Conseil présidentiel du GNA publie un communiqué dans lequel il déclare que « la guerre contre le terrorisme devrait se faire par le biais d’une coordination entre les appareils sécurité de l’État, et non par des opérations hâtives. Le même jour pour contrer la progression d'Haftar, Fayez el-Sarraj nomme le Touareg Ali Kana, un ancien militaire khadafiste, commandant de la « zone militaire sud »,,. Ghassan Salamé, l'émissaire des Nations unies pour la Libye, se déclare pour sa part préoccupé par le « risque d'escalade de la violence ».
Le 13 février, selon le GNA, une frappe aérienne est menée près d'Oubari par l'aviation américaine contre al-Qaïda. Cependant les États-Unis démentent le lendemain avoir mené un raid en Libye.
Le matin du 20 février, l'ANL entre dans la ville de Mourzouq et livre des combats contre les rebelles tchadiens,,. L'ANL revendique la prise de la ville dans la journée, en indiquant cependant que « des unités de combat poursuivent [...] les restes des mercenaires de l'opposition tchadienne présents dans la ville ». Dans la soirée, le général toubou Ibrahim Mohamad Kari, chef de la sécurité dans cette ville, est assassiné  par un « groupe armé hors-la-loi » selon le communiqué du ministère de l'Intérieur du GNA,.
Le 21 février, l'ANL annonce s'être emparée « pacifiquement » du champ pétrolier d'al-Fil,.
Le 4 mai, l'État islamique attaque une caserne de l'ANL à Sebha, tuant neuf personnes.
Fin juillet 2019, alors que l'ANL est mobilisée dans bataille de Tripoli, des troupes appelées la « Force de protection du sud », soutenues par le GNA et commandées par Moussa Hassan al Tabaoui, un chef toubou, prennent le contrôle de Mourzouq,,,. Les violences font des dizaines de morts et 2 150 civils adandonnent la ville selon l'ONU. Le 5 août, l'ANL revendique une frappe aérienne à Mourzouq, contre des « combattants de l'opposition tchadienne ». Elle affirme notamment avoir ciblé Moussa Hassan al Tabaoui et l'avoir blessé,. 
Cependant un responsable local, Ibrahim Omar, déclare à l'AFP que l'attaque a été menée contre « un bâtiment gouvernemental où étaient réunies plus de 200 personnes, des notables et doyens de la ville, pour régler des différends sociaux [...] Il n’y avait pas de personnes armées ou recherchées parmi celles réunies, contrairement à ce que certains médias ont prétendu. Haftar a bombardé des civils sans armes »
. 
Le GNA dénonce également un raid ayant fait « des dizaines de morts et de blessés parmi les civils ». 
Selon des responsables municipaux de Mourzouq, le bilan du bombardement est d'au moins 42 à 43 morts et 51 à 60 blessés,
. 
RFI estime pour sa part que l'incertitude demeure sur l'identité des victimes mais indique que « des photos prises à l'hôpital laissent voir quelques dépouilles de jeunes hommes en treillis militaire ». Le 11 août, l'ANL fait à nouveau son entrée dans la ville, mais des combats l'opposent rapidement à des combattants tchadiens et toubous.

## Conséquences
Pour Jalel Harchaoui, spécialiste de la Libye et chercheur à l’Institut Clingendael : « En un mois, Haftar a tout chamboulé, le processus politique est passé à la trappe. Le maréchal entend montrer, aux Libyens comme à ses parrains extérieurs, qu’il fait une prestation militaire sans faute et poursuivre son avancée vers Tripoli en misant sur sa légitimité militaire pour susciter les ralliements. S’il réussit, Haftar pourrait s’installer à Tripoli avant même la tenue d’une conférence nationale et l’organisation d’élections présidentielle et législatives ».